# 豊国神社 (名古屋市)

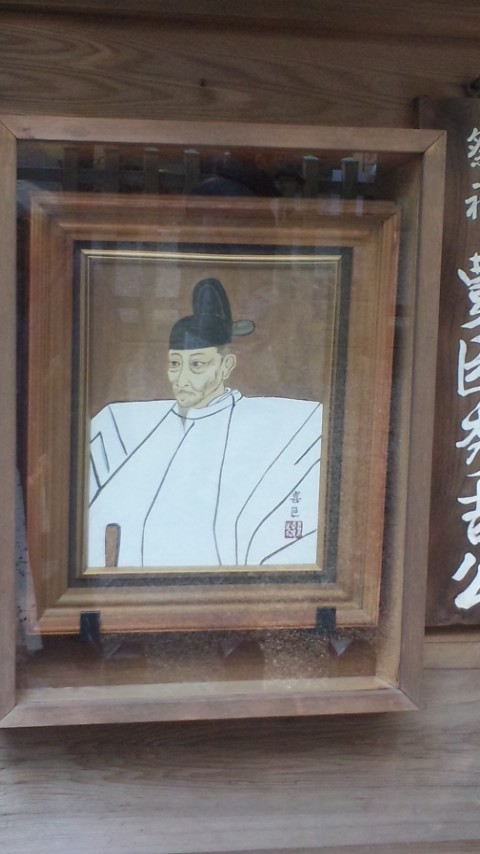
豊国神社秀吉肖像

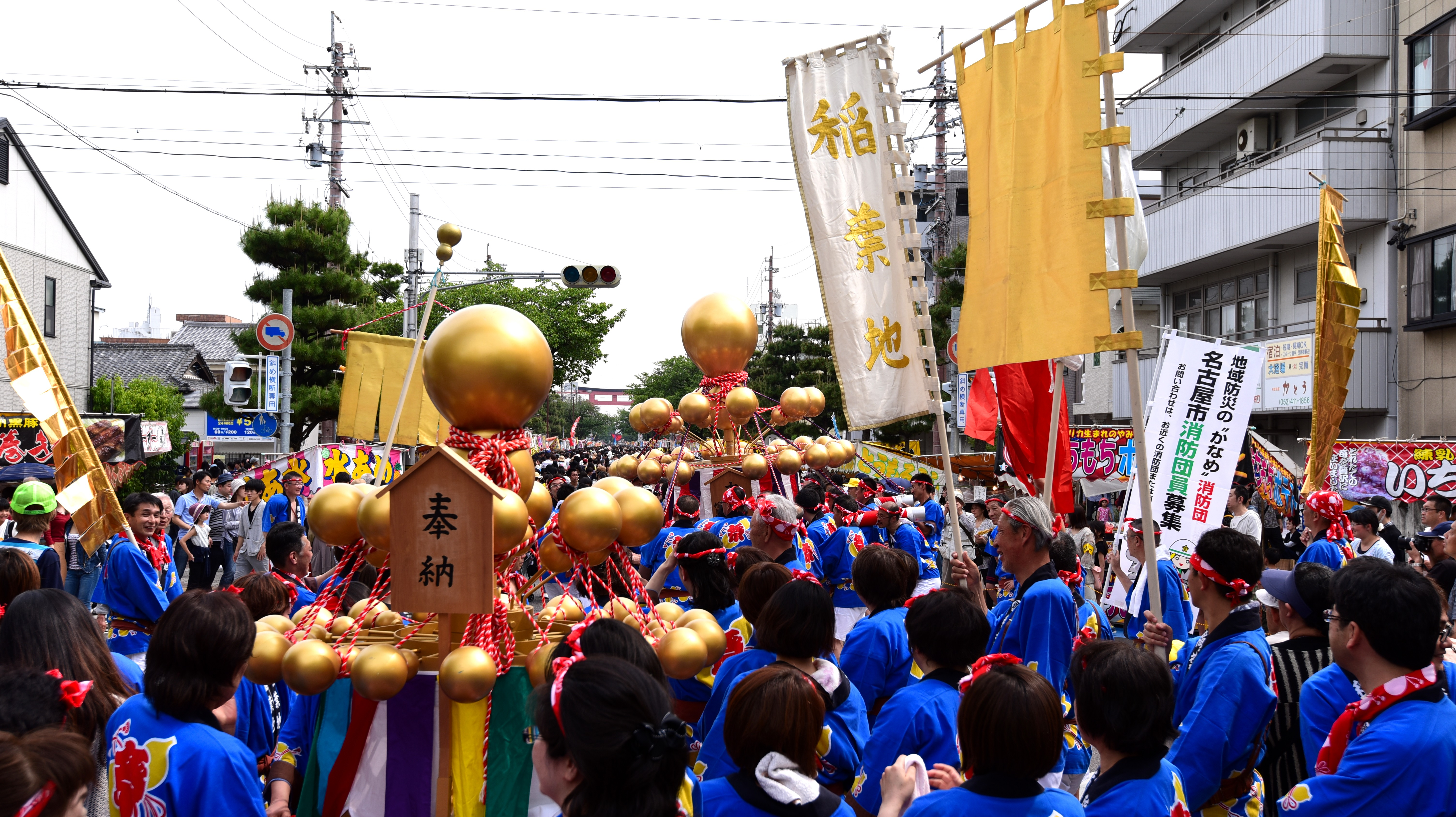
太閤まつり

豊国神社（とよくにじんじゃ）は、愛知県名古屋市中村区の中村公園内にある神社。ただし、境内地自体は厳密には中村公園の敷地には含まれない。祭神は豊臣秀吉。同名あるいは同字の神社が全国にあるが（豊国神社を参照）、当地は豊臣秀吉の生誕地に当たる。

## 歴史
1883年（明治16年）、当時の県令国貞廉平をはじめ地元崇敬者の人々による豊臣秀吉の生誕地で秀吉を祀る神社を作ろうという運動が盛んとなり、同年7月、秀吉の生誕地とされる当地に豊国神社の創建が決定した。1885年（明治18年）1月に竣工し、7月には神社が創建されたが、県令の死去により以降の工事は中止となった。その後、神社は1901年（明治34年）に開園した中村公園の一部に含まれた。
1921年（大正10年）に中村が名古屋市に編入されたのを記念して、住民らの寄付により1929年（昭和4年）に大鳥居が建てられた。これは京都市の平安神宮大鳥居よりもわずかに高い。創建当時は世界一高い鳥居であった。
1956年（昭和31年）に中村公園が都市公園とされた際、当社は公園の敷地から除外され、独立した境内を持つようになった。
当社は豊臣秀吉の生誕地だとされているが、中村公園の東隣にある常泉寺も秀吉の生誕地だとされている。また、隣接する妙行寺は加藤清正の生誕地であり、当社でも摂社・清正公社で清正を祀っている。
駅から神社に至る道（「豊国神社参道線」といわれる）では、毎月「9」の付く日に開催している60年続く朝市「豊國参道 九の市（くのいち）」が行われ、2017年（平成29年）現在、80店舗ほどの店が連なり、今後もさらに50店舗の出店を掲げている。
社殿の東側には「豐公誕生之地」の碑が立っている。中村公園内には1967年（昭和42年）に秀吉清正記念館が建てられている。

## 祭神
- 主祭神 - 豊臣秀吉

## 境内
- 本殿
- 清正公社 - 祭神：加藤清正
- 拝殿
- 神門
- 社務所

## 大鳥居
豊国神社への通り（名古屋市営地下鉄東山線中村公園駅の真上）には大鳥居が建っている。大鳥居は鉄筋コンクリート製で高さ約24m、柱の直径は2.4mである。
1929年（昭和4年）に住民らの寄付で完成した大鳥居は、市道上にあるが名古屋市の所有ではなく、豊国神社や民間のものでもなく、名古屋市緑政土木局は大鳥居について「所有者不明の物件」としている。1970年と1993年に地域住民や企業などの寄付で補修された。
名古屋市編入百周年記念事業として黄金に塗り替える案があり、2022年2月から住民アンケートが行われている。

## ギャラリー

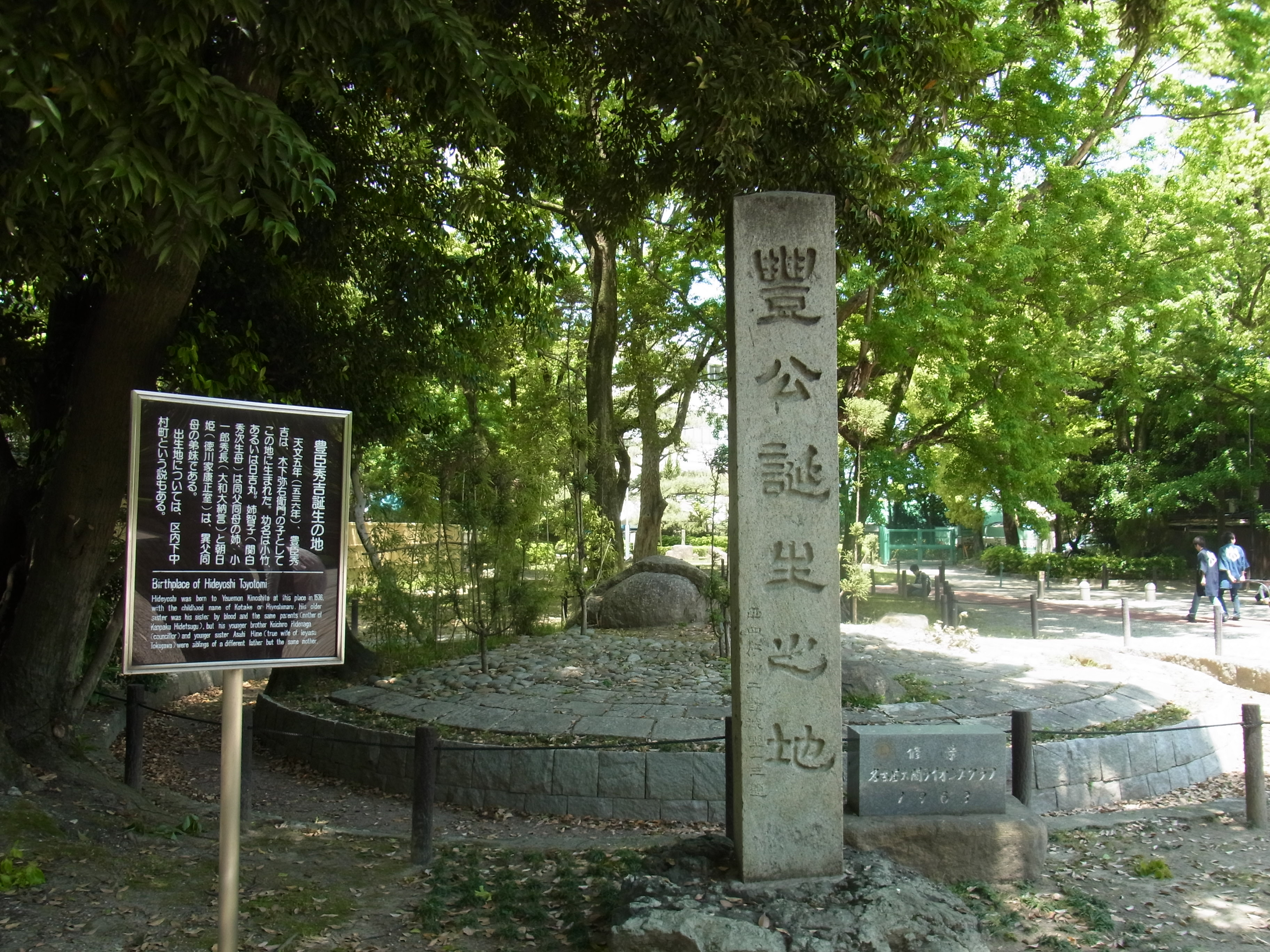
「豐公誕生之地」碑
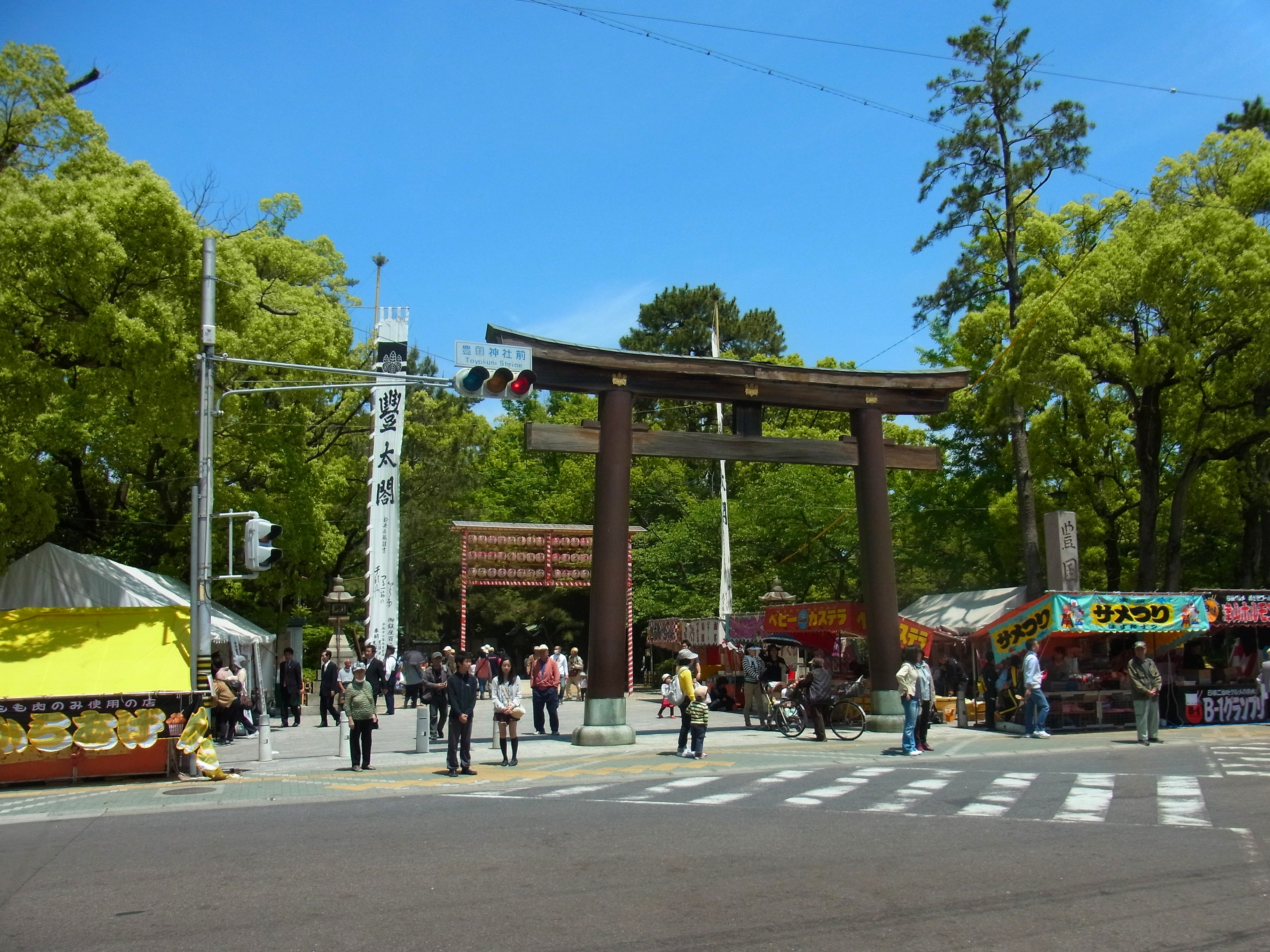
豊国神社前
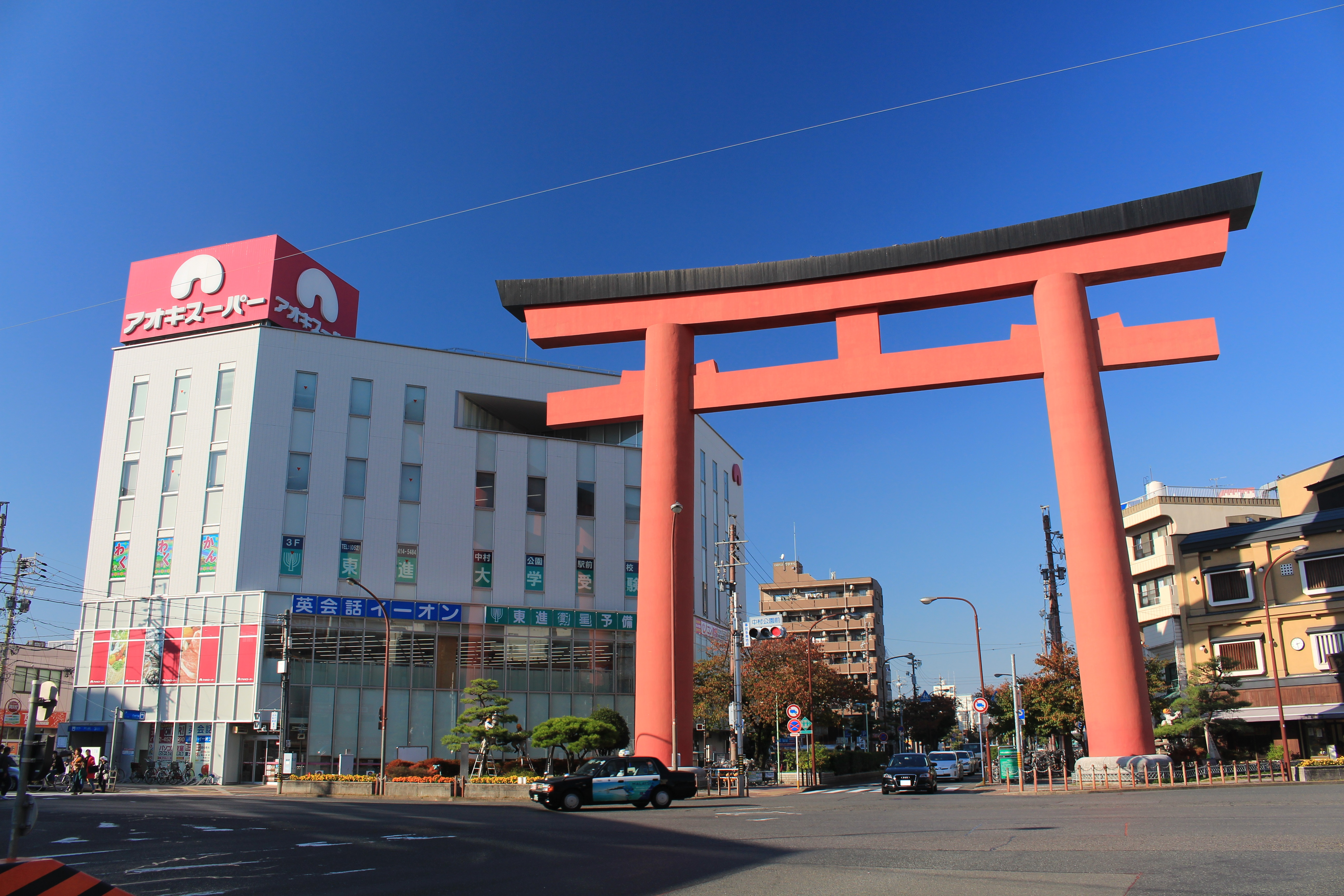
大鳥居

## 主な祭り・催事
5月中旬の太閤まつりでは、還暦を祝う豊太閤頭巾行列や子供の健やかな成長と出世を願う出世稚児行列の他、地元の神輿が練り歩く。また太閤出世太鼓や新治郎太鼓も奉納される。
毎月9日・19日・29日には「九の市」が開催される。
- 1月1日：元日祭
- 旧正月1日：生誕祭
- 5月18日：直前の日曜日前日：献茶祭・前日祭
- 5月18日：直前の日曜日：例祭（太閤まつり）
- 毎月18日：月次祭

## 交通アクセス
- 名古屋市営地下鉄東山線 中村公園駅3番出口から、北へ徒歩で約10分。
- 各線名古屋駅から、名古屋市営バス「名駅25」系統で「豊国神社」バス停下車、徒歩ですぐ。
- 名古屋市営地下鉄東山線 本陣駅、名古屋市営地下鉄桜通線 太閤通駅から、名古屋市営バス「中村巡回」系統で「豊国神社」バス停下車、徒歩ですぐ。
- 各線栄駅から、名古屋市営バス「幹栄2」系統で「中村公園（西）」バス停下車、北へ徒歩で約11分。
- 名古屋駅前の名鉄バスセンターから、名鉄バス「津島行き」または「大坪行き」で「中村公園（西）」バス停下車、北へ徒歩で約11分。

## 周辺の道路
- 豊国神社参道線
- 清正公通